# Scincella ladacensis
Scincella ladacensis är en ödleart som beskrevs av  Günther 1864. Scincella ladacensis ingår i släktet Scincella och familjen skinkar.

## Underarter
Arten delas in i följande underarter:
- S. l. himalayana
- S. l. ladacensis